# Ball de diables petits i mitjans
El Ball de diables petits i mitjans de Vilanova i la Geltrú és una colla de diables infantil i juvenil de l'Agrupació de Balls Populars de Vilanova i la Geltrú, creada per fomentar la participació dels joves en aquesta emblemàtica manifestació cultural.
Els diables petits i mitjans participen en diverses activitats al llarg de l'any, incloent-hi les festes majors i altres esdeveniments culturals de la ciutat. La seva participació es caracteritza per la mateixa energia i devoció que els diables adults, adaptant les actuacions a un format adequat per a la seva edat.
El vestuari dels diables petits i mitjans és una rèplica a escala del que porten els diables adults, amb detalls que representen la iconografia tradicional. També utilitzen carretilles i altres elements pirotècnics, sota una estricta supervisió per garantir la seva seguretat.
La participació dels joves en el Ball de diables petits i mitjans és crucial per a la preservació de la tradició. A més de fomentar el respecte per la cultura local, aquesta activitat proporciona una formació en valors com la responsabilitat i el treball en equip.